# Reticulowoodruffiidae
Famille
Les Reticulowoodruffiidae sont une famille de Ciliés de la classe des Colpodea et de l’ordre des Cyrtolophosidida.

## Étymologie
Le nom de la famille vient du genre type Reticulowoodruffia, composé du préfixe reticulo‑ (du latin reticul, réseau), et du suffixe ‑woodruffia par allusion au genre Woodruffia Kahl, 1931 (famille des Woodruffiidae), littéralement « Woodruffia réticulé », en référence à la structure complexe du réseau de petits polygones (argyrome) de cet organisme. 

## Description
Wilhelm Foissner fait, de cette famille la description suivante : 

« Cyrtolophosidida de taille petite à moyenne, ayant une ouverture orale elliptique en un croissant, près de l'extrémité antérieure ventrale, parallèle à l'axe du corps. Organelle parorale constituée d'une rangée ininterrompue de dicinétides, dessinant une figure elliptique avec les organelles adoraux. Pas de pseudo-membrane postorale sur la marge buccale gauche. Argyrome mixte (colpodien / platyophryidien ou platyophryidien / kreyellidien ). »

## Liste des genres
Selon GBIF (21 novembre 2022) :
- Reticulowoodruffia Foissner, 1993
- Semiplatyophrya Wilbert & Kahan, 1986

## Systématique
Le nom valide de ce taxon est Reticulowoodruffiidae Foissner, 1993.